# Poniznost
Poniznost je skrušeno ponašanje u odnosu na druge. U religioznom kontekstu to može značiti priznavanje svoje neznatnosti u odnosu na Boga, prihvaćanje vlastitih nedostataka, te prihvaćanje Božje milosti. Religijski kontekst poniznosti tiče se moralne dimenzije ponašanja.
Poniznost, u različitim tumačenjima, mnogi smatraju vrlinom u mnogim religijskim i filozofskim tradicijama, često u suprotnosti s narcisoidnosti, ohološću i drugim oblicima ponosa.
Židovska i kršćanska vjera imaju zajedničko učenje o poniznosti vezano za Stari zavjet. U osobi Mojsija, koji je vodio izraelski narod iz ropstva u Egiptu u Obećanu Zemlju, poniznost je znak Božje snage i namjene, a ne slabosti. Biblija kaže: "Mojsije je bio vrlo skroman čovjek, najskromniji čovjek na zemlji." (Knjiga Brojeva 12:3). Mojsije je podjednako slavljen od strane židovskih i kršćanskih sljedbenika.
Među prednostima poniznosti opisane u Starom zavjetu, kojeg dijele mnoge vjeroispovijesti su: čast, mudrost, prosperitet, zaštita Gospodina i mir. Osim toga, "Bog se protivi oholima, ali daje milost poniznima" (Izr, 3:34)
C. S. Lewis u knjizi "Kršćanstvo" piše da je ponos anti-božansko stanje, položaj u kojem su ego i sebstvo u izravnoj suprotnosti s Bogom: "Bludništva, ljutnja, pohlepa, pijanstvo, i sve to su tek sitnice u usporedbi s ponosom: zbog ponosa je đavao postao đavao: ponos vodi u svaki drugi porok, to je potpuno anti-božansko stanje uma" S druge strane, Lewis tvrdi da je u kršćanskom moralnom nauku suprotnost ponosa poniznost, o kojoj kaže: "Poniznost ne znači smatrati se manjim, već manje misliti na sebe."